# تومي فاين
تومي فاين (بالإنجليزية: Tommy Fine) هو لاعب كرة قاعدة أمريكي، ولد في 10 أكتوبر 1914 في كيلبورن في الولايات المتحدة، وتوفي في 10 يناير 2005 في ليتل إلم في الولايات المتحدة.

## وصلات خارجية
- تومي فاين على موقعبيزبول رفرنس.كوم (الدوري الرئيسي) (الإنجليزية)